# Boris de Greiff
Boris de Greiff Bernal (Medellín, 13 de febrero de 1930 - Bogotá D.c Colombia, 31 de octubre de 2011) fue un ajedrecista profesional colombiano,  maestro internacional.

## Biografía
Boris de Greiff era hijo de poeta León de Greiff y estudió en el Colegio Mayor de San Bartolomé. En 1951, ganó el Campeonato Colombiano de Ajedrez en Bogotá. 
En 1955, ganó el 16 en Mar del Plata (ganó el Borislav Ivkov). En 1957, ganó en Caracas (zonal). En 1958, tomó el vigésimo en Portorož (interzonal), Mikhail Tal ganó). En 1958, ganó el noveno en Bogotá (ganó el Oscar Panno). En 1962, él tomó décimo octavo en La Habana (La Habana) (1r Monumento de Capablanca, Miguel Najdorf) ganó). En 1963, él tomó el vigésimo en La Habana (2.º monumento de Capablanca; Viktor Korchnoi) ganó). En 1963, ganó el séptimo lugar en La Habana (ganó el Torneo Panamericano, ganó el Eleazar Jiménez). En 1969, empató con el 1º y 2º con Miguel Cuéllar en Bogotá. En 1970, empató por 8-10 en Bogotá (ganó Henrique Mecking). En 1973, él tomó el décimo quinto en Cienfueogos (décimo monumento de Capablanca, Vasily Smyslov ganado).
De Greiff participó para Colombia en nueve Olimpiadas de Ajedrez.
- En 1954, en el segundo tablero en la XI Olimpiada del Ajedrez en Ámsterdam (+8 -6 = 4);
- En 1956, en el tercer tablero en la XII Olimpiada de Ajedrez en Moscú (+7 -3 = 9);
- En 1958, en el tercer tablero en XIII Olimpiada de Ajedrez en Múnich  (+2 -2 = 15);
- En 1966, en el tercer tablero en la XVII Olimpiada de Ajedrez en La Habana (+4 -4 = 8);
- En 1970, en el primer tablero de reserva en XIX Olimpiada de Ajedrez en Siegen (+3 -4 = 1);
- En 1972, en cuarto tablero en la XX Olimpiada de Ajedrez en Skopje (+4 -4 = 8);
- En 1974, en el primer tablero de la reserva en XXI Olimpiada de Ajedrez en Niza (+6 -0 = 6);
- En 1976, en la primera mesa de reserva en XXII Olimpiada de Ajedrez en Haifa (+4 -0 = 3);
- En 1978, en el primer tablero de la reserva en XXIII Olimpiada de Ajedrez en Buenos Aires (+0 -1 = 2).

## Premios
- Ganó la medalla de oro individual en Haifa 1976, y la medalla de plata en Niza 1974.
- Se le concedió el título de Maestro Internacional en 1957 y árbitro internacional en 1978.[3]